# Baltasar Pinto Leite
Baltasar Pinto Leite (Cheles, Badajoz, España, c. 1530 - San Juan de la Frontera, Argentina, 1591) fue un conquistador español.
Las desfavorables circunstancias por las que atravesaba España en el siglo XVI y la panacea del Nuevo Mundo hicieron que los hombres de entonces buscaran nuevos horizontes para remediar las penurias que atravesaban en los apartados pueblos donde vivían. Baltasar Pinto Leite se sumó a ese numeroso grupo de conquistadores que hicieron posible la conquista americana.

## Biografía
Baltasar Pinto Leite era hijo del portugués Diego Hernández Pinto y de Leonor Ortiz. Por aquellas fechas, la villa de Cheles no ofrecía mucho futuro a la juventud del enclave rural y los tesoros descubiertos en México, norte de Colombia y Perú, habían despertado el interés de los jóvenes extremeños que buscaban horizontes más prometedores. Persiguiendo esa mejoría, Baltasar Pinto también se sumaba a la aventura indiana.
Decide probar fortuna y estando Baltasar Pinto en Sevilla para embarcarse hacia el Nuevo Mundo, se le presenta la ocasión de integrarse, como sirviente, en el séquito de Jerónimo de Alderete, quien por la muerte de Pedro de Valdivia, había sido nombrado gobernador del territorio chileno; a mediados de octubre de 1555, salían rumbo a Panamá. Una vez que los componentes del séquito han llegado a Panamá, Alderete cayó gravemente enfermo de fiebre amarilla, y moría en la isla de Taboga.
Como en esa misma expedición viajaban también Andrés Hurtado de Mendoza, nombrado virrey de Perú, su hijo García Hurtado de Mendoza, Marina Ortiz de Gaete (esposa de Valdivia), el poeta Alonso de Ercilla y varios personajes de importancia, al morir Alderete, Baltasar Pinto pasaba a formar parte del servicio doméstico de alguno de ellos y después de la travesía correspondiente por el océano Pacífico, llegaban a Lima.

## Rumbo aNueva Extremadura
Aunque Pedro de Valdivia ya había previsto antes de morir que le sucediera en su puesto el teniente general de la Serena Francisco de Aguirre, las disputas entre este y Francisco de Villagra por ostentar el mando del territorio chileno, dieron pie a que ambos se enfrentaran agriamente y los españoles se dividieran en dos bandos antagónicos que perjudicarían las acciones conquistadoras. Ante esta situación tan escabrosa, el virrey de Perú Andrés Hurtado de Mendoza, cortando por lo sano, nombra a su hijo García gobernador y capitán general de Chile.
Acompañado de un escogido séquito entre los que figuraban varias damas de la alta sociedad y un puñado de intelectuales (entre los que iba el poeta Alonso de Ercilla), con una flota de 8 barcos y 500 hombres, don García partía para Chile, desembarcando en La Serena en abril de 1557. Para deshacer los enfrentamientos y buscar la concordia, cuando don García llega al territorio, manda que se encarcele a Villagra y Aguirre por los problemas que han provocado. En esta flota, y todavía empleado en labores domésticas, iba Baltasar Pinto que pronto se convertiría en soldado y se incorporaría a la conquista del territorio chileno.

## Disensiones y cambios
Una vez que el gobernador Hurtado de Mendoza resolvió el pleito Aguirre-Villagra, se dio a la tarea de tomar parte activa en la conquista del territorio chileno puesto que la belicosidad de los indígenas era manifiesta y desde que muriera Valdivia no de habían conseguido avances significativos. Con esta idea, y a pesar de estar en la temporada de invierno, el gobernador en vez de marchar a Santiago, siguió con su gente a Concepción desde donde comenzaba el ataque a la resistencia indígena del pueblo “mapuche”.
Siguiendo con el plan trazado y sin dar tregua a la coalición indígena. El 7 de noviembre de 1557 se daba la batalla de Lagunillas, donde las fuerzas españolas se vieron en grandes dificultades para salir victoriosas por la acometividad indígena. Después de otra serie de enfrentamientos, los mapuches eligieron por general al valeroso cacique Caupolicán, quien el 30 de noviembre al mando de varios millares de mapuches se enfrentaba a las fuerzas españolas en la Batalla de Millarapue. Como componente de la expedición española Baltasar Pinto participaba en estos enfrentamientos.
Durante la época de Hurtado de Mendoza, los españoles levantaron varios fuertes defensivos o aprovecharon y reforzaron las defensas indígenas conquistadas para resguardo de los soldados que peleaban a las órdenes del gobernador. A finales de 1557, Hurtado de Mendoza fundaba la ciudad de Cañete de la Frontera, en un lugar cercano a donde Pedro de Valdivia había levantado el fuerte de Tucapel y donde este encontró la muerte peleando contra los mapuches.
A pesar de sus preocupaciones por lograr resultados pacificadores, el comportamiento de Hurtado de Mendoza dejaba bastante que desear, porque además de tener carácter excitable, era caprichoso y demasiado parcializado, ya que solamente se había preocupado de beneficiar a los soldados que habían venido con él olvidándose de premiar a los que ya estaban en Chile antes de su llegada. Esta circunstancia le iba a enemistar con los veteranos y aceleraría su relevo en la gobernación, y en 1561 Francisco de Villagra lo sustituiría en el mando. Baltasar Pinto Leite se emancipaba como soldado y se quedaba en Chile.

## Preliminares fundadoras
Como Francisco de Villagra hacía más de diez años que había recorrido la zona andina, cuando fue nombrado gobernador del territorio chileno, envió al capitán Juan Jufré a fundar y poblar ciudades en los parajes de la Región argentina de Cuyo (que actualmente abarca las provincias argentinas de Mendoza, San Juan y San Luis) y que se habían explorado previamente. Para cumplir la misión pobladora, Jufré y medio centenar de soldados españoles, saliendo de Santiago a mediados de enero de 1562, cruzaron la cordillera andina, se internaron en territorio argentino y llegaron al valle de Uspallata. Entre otros extremeños, uno de los soldados de esta expedición era Baltasar Pinto.
En el dificultoso recorrido de esa expedición, el 28 de marzo de 1562, fundaban una ciudad a la que dieron el nombre de “Ciudad de la Resurrección”, donde hoy está asentada la actual ciudad de Mendoza. Cumplido los actos fundacionales de este enclave, los expedicionarios salieron rumbo hacia el norte hasta llegar a un paraje cercano a una sierra a los que los naturales llamaban de Zonda, que estaba cercana al valle de Tucuma.

## Fundación de San Juan de la Frontera
Después de recorrer la comarca se eligió el lugar adecuado, y como el sitio escogido por Jufré cumplía con las exigencias para materializar un poblamiento (estas exigencias eran: sitio soleado y sano, cercano a un río, a parajes de monte para proveerse de leña y a tierras cultivables para dedicarlas a siembra de cereales y explotar la actividad ganadera), con la ceremonia preceptiva, el 13 de junio de 1562 se procedía a la fundación de la ciudad de San Juan de la Frontera, (la actual capital de la provincia de San Juan en Argentina) asistiendo todos los soldados y los indios de servicio.
Después de leída el acta de fundación y firmada por algunos soldados, acto seguido el capitán Jufré nombró las autoridades del Cabildo, repartió solares entre los que iban a ser los primeros pobladores y las encomiendas de indios que a cada español correspondía. Según el improvisado plano que se hizo de la ciudad, a Baltasar Pinto se le adjudicó el solar de la esquina S.E. de la manzana lindera a la Plaza Mayor en el lado sur. Otro de los extremeños de la expedición, y fundadores de San Juan, era Hernando Arias de Saavedra, nacido en La Haba (Badajoz).

## Encomendero y cabildante
Baltasar Pinto edificó su casa en el solar que le tocó en suerte y como ya se había casado con Juana Godínez, una dama que era familiar del gobernador García Hurtado de Mendoza, volvió a Chile por ella. A cada uno de los fundadores les adjudicaron una rentable encomienda y a Pinto le toca una en un lugar llamado Puyuta, como premio a los servicios militares que había desempeñado en las campañas de Chile y los poblamientos realizados en la región de Cuyo.
Una vez fundada San Juan, se quedaron en ella, como pobladores, unos 30 soldados de los que traía el capitán Juan Jufré; este y el resto de la tropa se volvieron al territorio chileno. Aunque Baltasar Pinto Leite anteriormente ya había desempeñado varias funciones edilicias en la ciudad argentina que habían fundado, en 1573 le nombraban Regidor de San Juan.
Por las actividades de su cargo y el provecho económico que le proporcionaban sus rentables encomiendas, lo convirtieron en personaje influyente y le granjearon el aprecio y el respeto de sus conciudadanos. Del matrimonio con doña Juana Godínez, tuvo dos hijos nacidos en San Juan, llamados Juan y Jerónimo. Baltasar Pinto moría en 1591.